# Tamagoyaki
Tamagoyaki (卵焼き (卵燒き) (Noãn thiêu)/ たまごやき/ タマゴヤキ nghĩa đen là "trứng rán") là một kiểu trứng rán của Nhật Bản, được chế biến bằng cách cuộn các lớp trứng lại tạo thành hình thanh vuông trong một loại chảo hình chữ nhật chuyên dụng gọi là makiyakinabe hoặc tamagoyakiki. Trong tiếng Nhật, "tamago" có nghĩa là "trứng", còn "yaki" có nghĩa là "rán".

## Chế biến
Ở Nhật Bản có vài loại tamagoyaki khác nhau. Món này được chế biến bằng cách kết hợp trứng với các gia vị như đường và xì dầu. Trong một số công thức khác còn thêm cả rượu sake và rượu mirin.
Món trứng này có một biến tấu tên "dashimaki tamago" (だし巻き卵), tức là trong thành phần có cho thêm nước dùng dashi vào (làm từ cá bào và rong biển). Ở vùng Kanto, dashimaki cũng được gọi là tamagoyaki. Thế nhưng ở vùng Kansai, đây là hai món trứng hoàn toàn khác nhau. Khác biệt nằm ở chỗ, khi có thêm dashi vào hỗn hợp trứng sẽ cho ra được một thành phẩm thơm, có kết cấu mềm, mọng và ướt hơn. Ở nhiều nhà hàng sushi cao cấp, người ta còn dùng một lượng dashi và đường nhiều hơn so với bình thường hoặc thi thoảng trộn một ít hải sản vào hỗn hợp trứng. Ngoài ra còn có một phiên bản dùng đến hỗn hợp tôm nhuyễn, khoai bào nhuyễn, rượu sake rồi chế biến thành dạng bánh sệt dẻo.

### Chế biến
1. Trộn các nguyên liệu lại với nhau và khuấy đều hỗn hợp cho đến khi đường tan hết.
2. Tráng chảo makiyakinabe bằng một lớp dầu ăn.
3. Bật lửa nhỏ để trứng sẽ không cháy.
4. Đổ hỗn hợp trứng vào chảo thành một lớp thật mỏng, chú ý tráng hỗn hợp đến mọi góc cạnh của chảo.
5. Sau 2-3 phút, khi trứng đã gần chín hết, từ đầu bên này, gập 1/3 miếng trứng lại vào giữa.
6. Sau đó gập tiếp phần trứng này sang phía đầu bên kia của chảo, tức là bây giờ phần trứng chín chỉ chiếm 1/3 chảo.
7. Đổ hỗn hợp trứng sống vào phần chảo đang trống, tráng sao cho thành một lớp thật mỏng.
8. Khi trứng gần được rồi, lấy phần trứng cuộn đang nằm ở đầu bên kia chảo, gập một đoạn 1/3 vào giữa, rồi lại thêm 1/3 nữa.
9. Lặp lại quy trình này cho đến khi hết hỗn hợp trứng sống.
10. Dọn trứng ra thớt và thái thành các đoạn có chiều rộng từ 0,8 cm đến 1,3 cm tùy theo sở thích cá nhân.[2]

## Phục vụ
Ở Nhật Bản, tamagoyaki được phục vụ như một món ăn sáng phổ biến, đồng thời cũng được dùng trong chế biến.

### Sushi
Tamagoyaki được phục vụ trên khắp thế giới dưới dạng nigiri, và cũng có trong nhiều loại sushi cuộn khác nhau. Thời xưa, khi mà hầu hết các cơ sở chế biến sushi đều tự làm ra tamagoyaki (còn được biết đến với tên gọi gyoku), các khách hàng sành ăn sẽ thưởng thức món sushi tamago trước tiên nhằm đánh giá kỹ năng của đầu bếp sushi.
Ngoài ra, tamagoyaki cũng xuất hiện trong các cuộn Futomaki cỡ lớn như một thành phần chính.

## Các món ăn tương tự
Ở Nhật Bản, có một số món ăn tương tự như tamagoyaki, trong đó có usuyaki-tamago, kinshi-tamago và iri-tamago. Chúng khác nhau bởi độ dày cũng như cách nấu chín. Usuyaki-tamago thì mỏng, kinshi-tamago là một loại usuyaki-tamago được cắt thành sợi nhỏ, còn iri-tamago thì lại giống với món trứng khuấy.